# Sparkasse Meißen
Die Sparkasse Meißen ist eine öffentlich-rechtliche Sparkasse mit Hauptsitz in Riesa in Sachsen. Ihr Geschäftsgebiet umfasst den Landkreis Meißen.

## Organisationsstruktur
Die Sparkasse Meißen ist eine Anstalt des öffentlichen Rechts. Sie ist Mitglied des Ostdeutschen Sparkassenverbandes. Rechtsgrundlagen des Kreditinstitutes sind das Sparkassengesetz des Freistaats Sachsen und die Satzung der Sparkasse. Träger ist der Landkreis Meißen. Ihre Organe sind der Verwaltungsrat und der Vorstand.

## Geschäft
Die Sparkasse Meißen betreibt das Universalbankgeschäft. Im Verbundgeschäft arbeitet das Kreditinstitut unter anderem mit der Ostdeutschen Landesbausparkasse, der DekaBank, der Sparkassen-Versicherung Sachsen und der Deutschen Leasing zusammen.
Im Herbst 2012 überprüfte die Stiftung Warentest für Finanztest die Zinsen der Dispositionskredite von über 1500 Banken. Die Sparkasse Meißen lag mit 12,24 Prozent Zinsen leicht über dem Durchschnitt von 11,76 Prozent aller getesteten Banken. Kritisiert wurde weiterhin die Zinsanpassungsklausel.

## Tochtergesellschaften
Von 1993 bis 2010 unterhielt das Kreditinstitut die Tochtergesellschaft Immobilien-Verwaltungs-GmbH der Sparkasse Meißen zu Erwerb, Verwaltung und Veräußerung von bebauten und unbebauten Grundstücken. Im Juli 2001 wurde die Dienstleistungs- und Zahlungsverkehrs-GmbH der Kreissparkasse Meißen gegründet. Ende 2009 wurde sie in die PeB Personalentwicklungs- und Beschäftigungsgesellschaft mbH umbenannt und ihr Sitz nach Großenhain verlegt.
Von 2003 bis Januar 2012 unterhielt die Sparkasse Meißen außerdem eine Tochtergesellschaft namens Meissen Capital AG mit dem Zweck, Wagniskapital für kleine und mittelständische Unternehmen bereitzustellen und die damit in Zusammenhang stehende Beratung zu erbringen.

## Geschichte

### 19. Jahrhundert
Die Anfänge des Kreditinstituts reichen zurück bis zum frühen 19. Jahrhundert. Nach dem Ende der mittelalterlichen Wirtschaftsformen und der Auflösung der Zünfte fanden im Jahre 1822 erste Beratungen in Meißen mit dem Ziel statt, auch für weniger finanzkräftige Bevölkerungsgruppen die Schaffung von Geldvermögen nach dem Vorbild anderer Sparkassen wie der Hamburger Sparkasse zu ermöglichen. Im Jahre 1828 wurde die erste Filiale am Heinrichsplatz gegründet. 1834 wurde die Bank unter städtische Aufsicht und Verwaltung gestellt. Sie war damit mit dieser Rechtsform die erste öffentlich-rechtliche Sparkasse in der Region. Die Satzung der Sparkasse Meißen reglementierte ihre Klientel auf Kunden in umliegenden Dörfern, so dass 1839 durch ein Dekret des Königs von Sachsen auch eine Sparkasse in Großenhain gegründet wurde. Im Jahre 1853 wurde die Sparkasse Riesa (Sparcasse zu Riesa) eingerichtet, die 1869 nach dem Tod des Kassierers unter öffentliche Verwaltung gestellt wurde.

### 20. Jahrhundert bis zur politischen Wende in der DDR
Die weitere Entwicklung ist eingeflochten in die zunehmende Vernetzung der Wirtschaft um die Jahrhundertwende und der damit verbundenen Einführung des bargeldlosen Zahlungsverkehrs, der 1908 in Sachsen maßgeblich von Johann Christian Eberle forciert wurde, der Errichtung der ersten Girozentrale Deutschlands in Dresden im Jahr 1909 und der Entstehung von Universalbanken.
Im Jahr 1914 trat die Sparkasse Meißen dem Verband der Öffentlichen Lebensversicherungsanstalten der Sparkassen im Freistaate Sachsen bei, in dem auch die anderen beiden Kreditinstitute später Mitglied wurden. Sie erhielten dadurch die Möglichkeit, zusätzlich Versicherungen anzubieten.
Während des Ersten Weltkriegs entwickelte sich außerdem das Geschäft mit Wertpapieren, da die Kriegsanleihen in Deutschland auch von den Sparkassen verkauft wurden. Die Inflation und die Wirtschaftskrise der frühen 1920er Jahre führten zu einer Abwertung der Kundeneinlagen der Sparkassen und damit zu einem Wachstumsrückgang. Erst die Währungsreform und die Einführung der Reichsmark im November 1923 brachte hier einen Umschwung.
Ein weiterer Rückschlag wurde im Jahre 1931 mit der Deutschen Bankenkrise ausgelöst. Nach dem Krieg wurden die Banken in Meißen, Riesa und Großenhain als Kreissparkassen wieder errichtet und hatten sich im Bankensystem der DDR auf das Geschäft mit Privatkunden zu beschränken.

### Entwicklung seit 1990
Im Zuge der mit der Deutschen Wiedervereinigung einhergehenden Währungsreform am 1. Juli 1990 erhielten die Kreissparkassen Meißen, Riesa und Großenhain den Status eines öffentlich-rechtlichen Kreditinstituts. Sie wurden in das bestehende Zahlungssystem der Bundesrepublik Deutschland integriert und damit Mitglieder im Verbund der Sparkassen-Finanzgruppe. Die Angleichung der unterschiedlichen Systeme erforderte Umstrukturierungsmaßnahmen unter Mithilfe von westdeutschen Partnerinstituten, wobei die Kernstruktur bis 1994 erhalten blieb. Nach der Kreisreform des Freistaats Sachsen, bei der der Kreis Riesa mit dem Kreis Großenhain zum neuen Landkreis Riesa-Großenhain verbunden wurde, wurden auch die beiden betroffenen Institute in die Kreissparkasse Riesa-Großenhain umgewandelt. Wegen der Auflösung des Landkreises Dresden übernahm die Kreissparkasse Meißen 1997 die drei Radebeuler Filialen der aufgelösten Kreissparkasse Dresden-Land.
Als der alte Landkreis Meißen mit dem Landkreis Riesa-Großenhain vereinigt wurde, entstand zum 1. August 2008 der Landkreis Meißen in seiner heutigen Form. Im Vorfeld war von den jeweiligen Kreistagen im November 2006 beschlossen worden, aus den beiden Kreissparkassen ein gemeinsames Kreditinstitut zu bilden. Im Zuge der Fusion beider Banken zum 1. Januar 2007 wurde Rolf Schlagloth, der zuvor Mitglied des Vorstands der Sparkasse Oberlausitz-Niederschlesien war, zum neuen Vorsitzenden des Vorstands bestellt. Im Zuge der technischen Integration beider Banken wurde die einheitliche Bankleitzahl 850 550 00 generiert, wobei die jeweiligen Kontonummern beider Institute mit Ausnahme von 40 Einzelfällen bestehen blieben.
Die Finanzkrise ab 2007 hatte auf das operative Ergebnis der Sparkasse nur marginale Auswirkungen.
Seit 2010 beschäftigt das Kreditinstitut die Bewältigung der Eurokrise, die teilweise in direktem Zusammenhang mit der Bankenkrise steht. Der Vorstandsvorsitzende Schlagloth verstarb am 27. Februar 2018.

## Gesellschaftliches Engagement

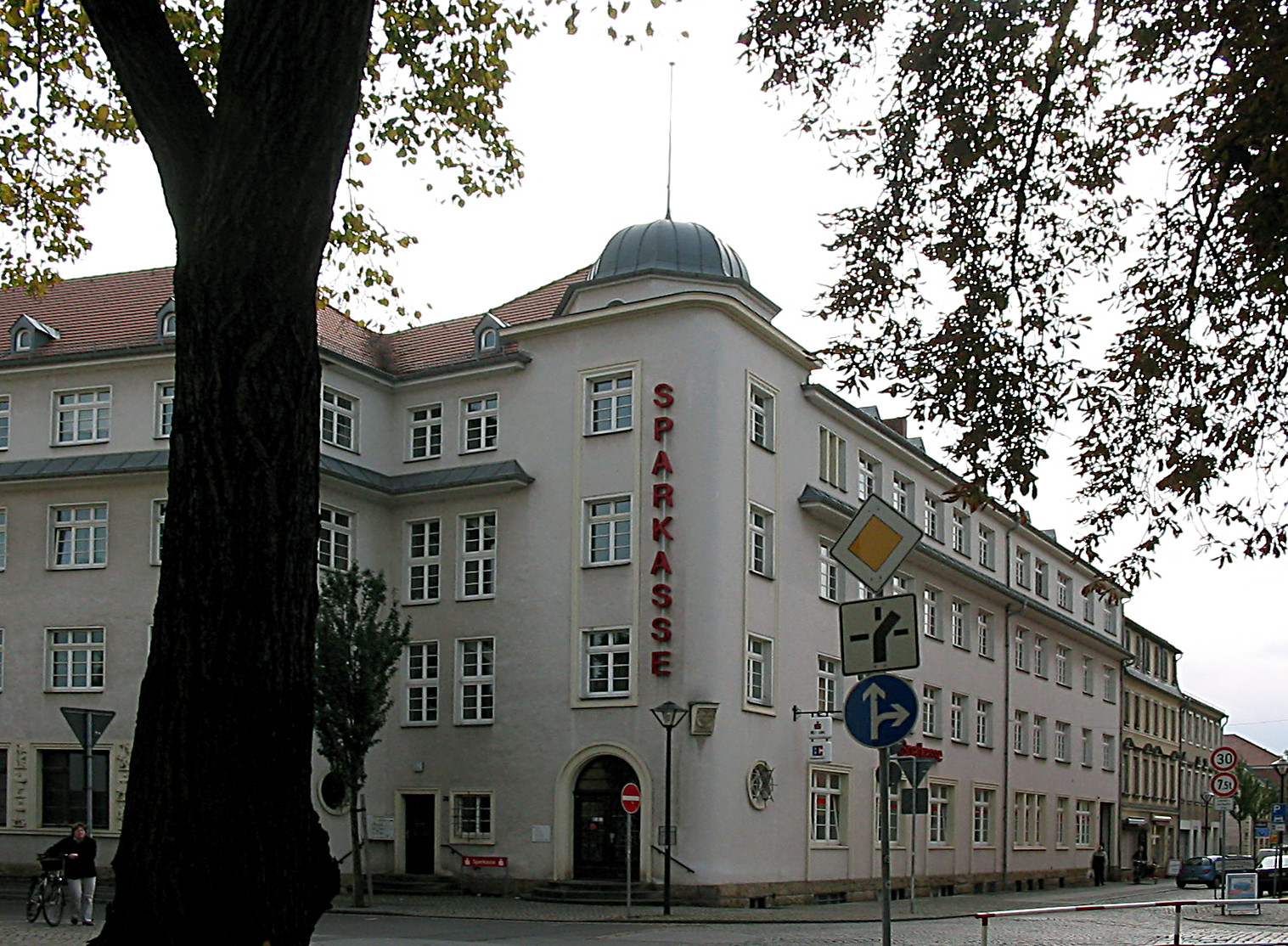
Denkmalgeschütztes Sparkassengebäude Radebeul-Kötzschenbroda

Die 1998 anlässlich des 170. Jubiläums der Kreissparkasse Meißen gegründete Stiftung der Sparkasse Meißen ist eine selbständige Stiftung des bürgerlichen Rechts und zielt nach Eigenangaben darauf ab, das gesellschaftliche Leben im Geschäftsgebiet zu unterstützen. Sie ist eine von insgesamt 760 Stiftungen im Verbund der Sparkassen-Finanzgruppe. Sie unterstützt verschiedene Projekte, darunter das Literaturfest Meißen, seit 2010 in Zusammenarbeit mit der Ostdeutschen Sparkassenstiftung die Wiederherstellung aller Wandbespannungen im Fasanenschlösschen Moritzburg, das Käthe-Kollwitz-Haus Moritzburg, bildende Künstler durch die Möglichkeit von Ausstellungen und die Einrichtung einer Kunstgalerie in der Filiale Radebeul-Kötzschenbroda.
Im November 2012 wurde die Große Emma der Sparkasse Meißen und des Ostdeutschen Sparkassenverbands als Sieger des 2. Ideenwettbewerbs des Deutschen Sparkassen- und Giroverbands ausgezeichnet. Das Konzept sieht den Aufbau von Kleinstzentren vor, in denen sich mehrere Unternehmen aus dem gewerblichen und dem Dienstleistungsbereich feste Räumlichkeiten in einem festen Rhythmus teilen.

## Kritik
Im Jahre 2010 geriet das Kreditinstitut in Kritik. Die Verbraucherzentrale Sachsen klagte gegen die Sparkasse Meißen und gewann in letzter Instanz mit Hinweis auf die Schutz- und Treuepflicht vor dem Bundesgerichtshof, weil sie Kunden eine Gebühr für die Mitteilung über nicht eingelöste Lastschriften in Rechnung stellte.